# Anandpur Sahib
Anandpur Sahib (o semplicemente Anandpur) è una città dell'India di 13.886 abitanti, situata nel distretto di Rupnagar, nello stato federato del Punjab. In base al numero di abitanti la città rientra nella classe IV (da 10.000 a 19.999 persone).

## Geografia fisica
La città è situata a 31° 15' 0 N e 76° 30' 0 E e ha un'altitudine di 286 m s.l.m..

## Società

### Evoluzione demografica
Al censimento del 2001 la popolazione di Anandpur Sahib assommava a 13.886 persone, delle quali 7.422 maschi e 6.464 femmine. I bambini di età inferiore o uguale ai sei anni assommavano a 1.747, dei quali 935 maschi e 812 femmine. Infine, coloro che erano in grado di saper almeno leggere e scrivere erano 10.099, dei quali 5.697 maschi e 4.402 femmine.